# La Nuit fantastique des morts-vivants
Pour plus de détails, voir Fiche technique et Distribution.
La Nuit fantastique des morts-vivants (titre original : Le notti erotiche dei morti viventi) est un film italien réalisé par Joe D'Amato, sorti en 1980.

## Synopsis
Un promoteur immobilier se rend en bateau avec sa petite amie sur une île isolée où il compte développer un complexe immobilier.
Sur place, ils sont mis en garde par une jeune femme et un vieil homme des dangers du lieu. Bientôt, les morts de l'endroit se réveillent et les attaquent.

## Fiche technique
- Titre : La Nuit fantastique des morts-vivants ou Demonia
- Titre original : Le notti erotiche dei morti viventi
- Réalisation : Joe D'Amato
- Scénario : George Eastman
- Photographie : Joe D'Amato
- Musique : Marcello Giombini
- Pays d'origine :  Italie
- Lieu de tournage :  République dominicaine
- Format : 35 mm - 1.85 : 1 - Couleurs - Son mono
- Genre : Horreur - pornographie
- Durée : 104 minutes
- Dates de sortie : 
  - Italie : 18 novembre 1980

## Distribution
- Laura Gemser : Luna
- George Eastman : Larry O'Hara
- Dirce Funari : Fiona
- Mark Shannon : John Wilson
- Lucía Ramírez : Liz